# Comuna Oleșkiv, Sneatîn
Oleșkiv (în ucraineană Олешків) este o comună în raionul Sneatîn, regiunea Ivano-Frankivsk, Ucraina, formată din satele Liubkivți și Oleșkiv (reședința).

## Demografie
Componența lingvistică a comunei Oleșkiv
     Ucraineană (99,77%)
     Alte limbi (0,24%)
Conform recensământului din 2001, majoritatea populației comunei Oleșkiv era vorbitoare de ucraineană (99,77%), existând în minoritate și vorbitori de alte limbi.